# Amy Yasbeck
Amy Marie Yasbeck (Cincinnati, 12 settembre 1962) è un'attrice statunitense.

## Biografia
Nasce a Cincinnati, nell'Ohio, il 12 settembre 1962, figlia di John Anthony Yasbeck, un macellaio statunitense di origini libanesi, e di Dorothy Louise Mary Murphy, una casalinga statunitense di origini irlandesi. Studia teatro all'Università di Detroit.
Ha un figlio, Noah Lee (nato Stella), nato l'11 settembre 1998, avuto dall'attore John Ritter, che sposa nel 1999. I due si erano conosciuti nei set di Piccola peste (1990) e Piccola peste torna a far danni (1991). Il marito morì nel 2003 a causa di un attacco cardiaco causato da dissecazione aortica.

## Filmografia

### Cinema
- La casa di Helen (House II: The Second Story), regia di Ethan Wiley (1987)
- Pretty Woman, regia di Garry Marshall (1990)
- Piccola peste (Problem Child), regia di Dennis Dugan (1990)
- Piccola peste torna a far danni (Problem Child 2), regia di Brian Levant (1991)
- The Nutt House, regia di Adam Rifkin (1992)
- Robin Hood - Un uomo in calzamaglia (Robin Hood: Men in Tights), regia di Mel Brooks (1993)
- The Mask, regia di Chuck Russell (1994)
- A casa per le vacanze (Home for the Holidays), regia di Jodie Foster (1995)
- Dracula morto e contento (Dracula: Dead and Loving It), regia di Mel Brooks (1995)
- Up Above the World, regia di Alba Francesca (1997)
- Denial, regia di Adam Rifkin (1998)
- La strana coppia II (The Odd Couple II), regia di Howard Deutch (1998)
- Little Women, Big Cars, regia di Melanie Mayron (2012)

### Televisione
- Rockhopper, regia di Bill Bixby - episodio pilota (1985)
- Il tempo della nostra vita (Days of Our Lives) - serie TV, 2 episodi (1986-1987)
- Dallas - serie TV, 2 episodi (1987)
- Spies - serie TV, 1 episodio (1987)
- Le notti del lupo (Werewolf) - serie TV, 1 episodio (1987)
- Magnum, P.I. - serie TV, 4 episodi (1987-1988)
- China Beach - serie TV, 1 episodio (1988)
- Splash 2 (Splash, Too), regia di Greg Antonacci - film TV (1988)
- Trenchcoat in Paradise, regia di Martha Coolidge - film TV (1989)
- Matlock - serie TV, 2 episodi (1990-1993)
- La signora in giallo (Murder, She Wrote) - serie TV, episodio 7x11 (1991)
- I Robinson (The Cosby Show) - serie TV, 1 episodio (1991)
- Quattro donne in carriera (Designing Women) - serie TV, 1 episodio (1992)
- In viaggio nel tempo (Quantum Leap) - serie TV, 1 episodio (1992)
- Street Justice - serie TV, 1 episodio (1993)
- Un detective in corsia (Diagnosis Murder) - serie TV, 1 episodio (1994)
- Wings - serie TV, 74 episodi (1994-1997)
- Platypus Man - serie TV, 1 episodio (1995)
- Best seller di sangue (Bloodhounds II), regia di Stuart Cooper - film TV (1996)
- Frammenti di passato (Sweet Dreams), regia di Jack Bender - film TV (1996)
- Alright Already - serie TV, 21 episodi (1997-1998)
- Dead Husbands, regia di Paul Shapiro - film TV (1998)
- It's Like, You Know... - serie TV, 1 episodio (1999)
- House Blend, regia di John Whitesell - film TV (2002)
- Just Shoot Me! - serie TV, 1 episodio (2003)
- Amore e patatine (Life on a Stick) - serie TV, 13 episodi (2005)
- Raven - serie TV, 1 episodio (2006)
- Shorty McShorts' Shorts - serie TV, 1 episodio (2009)
- La peggiore settimana della nostra vita (Worst Week) - serie TV, 1 episodio (2009)
- Hot in Cleveland - serie TV, 1 episodio (2010)
- The 4 to 9ers, regia di James Widdoes - film TV (2012)
- Bones - serie TV, 1 episodio (2013)
- Modern Family - serie TV, 1 episodio (2013)
- Workaholics - serie TV, 1 episodio (2015)
- Pretty Little Liars - serie TV, 1 episodio (2016)

## Doppiatrici italiane
Nelle versioni in italiano dei suoi film, Amy Yasbeck è stata doppiata da:
- Barbara Doniselli in Piccola peste, Piccola peste torna a far danni
- Emanuela Rossi in Robin Hood - Un uomo in calzamaglia, A casa per le vacanze
- Anna Melato in La casa di Helen
- Stefanella Marrama in The Mask
- Alessandra Korompay in Dracula morto e contento
- Giuppy Izzo in Splash 2
- Franca D'Amato in La signora in giallo
- Roberta Paladini in Un detective in corsia
- Giò Giò Rapattoni in Best seller di sangue
- Roberta Greganti in Frammenti di passato
- Cinzia Villari in Modern Family